# Episodi di A-Team (terza stagione)
La terza stagione della serie televisiva A-Team è stata trasmessa in prima visione dal 18 settembre 1984 al 14 maggio 1985 sulla NBC.
| nº | Titolo originale                  | Titolo italiano                            | Prima TV USA      | Prima TV Italia |
| -- | --------------------------------- | ------------------------------------------ | ----------------- | --------------- |
| 1  | Bullets and Bikinis               | Pallottole e bikini                        | 18 settembre 1984 |                 |
| 2  | The Bend in the River: Part 1 & 2 | Viaggio misterioso (prima e seconda parte) | 25 settembre 1984 |                 |
| 3  | The Bend in the River: Part 1 & 2 | Viaggio misterioso (prima e seconda parte) | 25 settembre 1984 |                 |
| 4  | Fire                              | Al fuoco! al fuoco!                        | 2 ottobre 1984    |                 |
| 5  | Timber!                           | Occhio! taglialegna taglieggiati           | 16 ottobre 1984   |                 |
| 6  | Double Heat                       | Un inviato tutto speciale                  | 23 ottobre 1984   |                 |
| 7  | Trouble on Wheels                 | Terrore in fabbrica                        | 30 ottobre 1984   |                 |
| 8  | The Island                        | L'isola                                    | 13 novembre 1984  |                 |
| 9  | Showdown!                         | Aquila pazza non avrai il mio scalpo       | 20 novembre 1984  |                 |
| 10 | Sheriffs of Rivertown             | Gli sceriffi di Rivertown                  | 27 novembre 1984  |                 |
| 11 | The Bells of St Mary's            | Una brutta sconfitta                       | 4 dicembre 1984   |                 |
| 12 | Hot Styles                        | Alta moda... di fuoco                      | 11 dicembre 1984  |                 |
| 13 | Breakout!                         | Evasione!                                  | 18 dicembre 1984  |                 |
| 14 | Cup A' Joe                        | Una ricetta esplosiva                      | 8 gennaio 1985    |                 |
| 15 | The Big Squeeze                   | Come soleva dire il mio prozio buonanima   | 15 gennaio 1985   |                 |
| 16 | Champ!                            | Il campione                                | 22 gennaio 1985   |                 |
| 17 | Skins                             | Zanne!                                     | 29 gennaio 1985   |                 |
| 18 | Road Games                        | Gioco d'azzardo                            | 5 febbraio 1985   |                 |
| 19 | Moving Targets                    | Bersagli mobili                            | 12 febbraio 1985  |                 |
| 20 | Knights of the Road               | I cavalieri dell'asfalto                   | 26 febbraio 1985  |                 |
| 21 | Waste 'Em!                        | Spazzateli via                             | 5 marzo 1985      |                 |
| 22 | Bounty                            | La taglia                                  | 2 aprile 1985     |                 |
| 23 | Beverly Hills Assault             | L'assalto a Beverly Hills                  | 9 aprile 1985     |                 |
| 24 | Trouble Brewing                   | A tutta birra                              | 7 maggio 1985     |                 |
| 25 | Incident at Crystal Lake          | Una vacanza movimentata                    | 14 maggio 1985    |                 |